# Sugar mice
Les Sugar mice (en français les souris au sucre) sont des friandises traditionnelles populaires au Royaume-Uni.

## Préparation
Elles sont traditionnellement constituées d'un fondant bouilli formé de sucre et d'eau. Une variante moderne non cuite que les enfants peuvent préparer à la maison consiste à utiliser du sucre glace, des blancs d'œufs et du Golden Syrup.
Une confiserie similaire, mais enrobée de chocolat existe en Suisse.
Divers arômes et colorants alimentaires assortis peuvent être ajoutés au fondant (p.ex. rose pour l'arôme fraise ou framboise, jaune ou vert pour le citron, jaune ou blanc pour la vanille, orange pour l'arôme orange, etc.).
De petites quantités de la préparation totale sont ensuite façonnées en la forme de souris et sont décorées d'une « queue » (traditionnellement en coton, bien que des matériaux comestibles tels que la réglisse puissent être utilisés). Les souris peuvent être décorées d'yeux ou d'un message réalisés avec du fondant supplémentaire, du sucre glace, du chocolat, ou autres. Enfin, les souris sont laissées à sécher pendant un ou deux jours jusqu'à ce qu'elles développent leur texture sèche et friable typique, similaire à du fudge.

## Consommation traditionnelle
Les Sugar mice sont préférentiellement consommées au Royaume-Uni, en particulier pendant la période des fêtes de Noël.